# 本長篠駅
本長篠駅（ほんながしのえき）は、愛知県新城市長篠字具津にある、東海旅客鉄道（JR東海）飯田線の駅である。かつては、飯田線と豊橋鉄道田口線の分岐駅であった。

## 概要
当駅は、愛知県豊橋駅から浜松市天竜区を通り、長野県に入って飯田駅を経て辰野駅までを結ぶ飯田線の中間駅（途中駅）の一つである。新城市長篠地区に位置し平成の大合併前における鳳来町中心部に位置する。豊橋と飯田を結ぶ特急「伊那路」の停車駅の一つである他、普通列車ではこの駅で折返す列車が存在する。
1923年（大正12年）の開設当初は鳳来寺鉄道の駅であったが国有化に伴い国鉄飯田線の駅となり、国鉄分割民営化に伴いJR東海に継承されて現在に至っている。鳳来寺鉄道時代は、「鳳来寺駅」（ほうらいじえき）または「鳳来寺口駅」（ほうらいじぐちえき）と言う駅名であった。1929年（昭和4年）に、この路線とは別に、北設楽郡設楽町の三河田口駅までを結ぶ田口鉄道（後の豊橋鉄道田口線）が開通し乗換駅となったが、同線は1968年（昭和43年）に廃止されている。
鉄道同士の乗換駅としての役目は終えたものの、現在も3つの路線バスとの乗換駅である。3つのうち2路線は当駅と旧鳳来町域各地を結ぶが、残る1路線は田口線の代替バスであり、旧鳳来町域を越えて設楽町までを結んでいる。
豊橋駅方面のみ「TOICA」や相互利用が可能なその他ICカードが利用可能である（飯田駅方面は利用できない。）。

## 歴史
当駅を開設した鳳来寺鉄道は、現在のJR飯田線中南部に当たる大海 - 三河川合間を運営していた私鉄である。1923年2月に同区間が開通した際、合わせて当駅も開設された。但し当初は「鳳来寺駅」を称した。それから6年後の1929年（昭和4年）3月、最終的には三河田口駅へと路線を延ばす田口鉄道線が乗り入れる。この田口鉄道が鳳来寺により近い場所に開設した新・鳳来寺駅を駅名を譲って、同鉄道開通に先立って鳳来寺駅から「鳳来寺口駅」へと駅名が変更されている。
1943年（昭和18年）8月、鳳来寺鉄道のみ買収・国有化される。これに伴い当駅は鳳来寺鉄道線等の後身である国鉄飯田線と田口鉄道の接続駅に変わった。また駅名も鳳来寺口駅から現在の「本長篠駅」へ再度変更された。1956年（昭和31年）10月には田口鉄道が豊橋鉄道に合併され、同鉄道線は豊橋鉄道田口線へと改名した。しかしこの田口線は利用者減少に伴って1968年（昭和43年）9月に廃止され、本長篠駅は国鉄飯田線の単独駅となった。
1971年（昭和46年）、飯田線の多くの駅同様、開業時から行われていた貨物の取り扱いを終了した。1984年（昭和59年）には残っていた荷物の取り扱いも廃止され、旅客専用駅に変わった。そしてそのまま1987年（昭和62年）4月の国鉄分割民営化を迎え、JR東海に継承された。
利用者減に伴い、JR東海は2012年3月末限りで東海交通事業への業務委託を打切り無人駅とする方針を打出した。これを受けて新城市は2012年度の予算に「乗車券類販売事業」の費用を計上し、同市が簡易委託を受けて同年4月1日から窓口業務を引き継ぐこととした。3年経過時に継続か撤退かを判断するとしていたが、2025年4月現在も継続している。

### 年表
- 1923年（大正12年）2月1日：鳳来寺鉄道の鳳来寺駅（ほうらいじえき）として開設[8]。
- 1929年（昭和4年）
  - 3月15日：鳳来寺口駅（ほうらいじぐちえき）に改称届出[9][10]。少なくとも同年4月3日には「鳳来寺口」と称していた[9]。
  - 5月22日：田口鉄道線（後の豊橋鉄道田口線）が開通。
- 1943年（昭和18年）8月1日：鳳来寺鉄道線が国鉄飯田線として国有化。国鉄と田口鉄道の駅となり、同時に本長篠駅に改称[8]。
- 1956年（昭和31年）10月1日：会社合併に伴い田口鉄道線が豊橋鉄道田口線となり、国鉄・豊橋鉄道の駅となる。
- 1968年（昭和43年）9月1日：豊橋鉄道田口線全廃、国鉄単独駅となる。
- 1971年（昭和46年）12月1日：貨物取扱廃止[8]。
- 1979年（昭和54年）5月26日：昭和天皇、香淳皇后が第40回国民体育大会に合わせて県内を行幸啓。お召し列車が本長篠駅発、蒲郡駅着で運転[11]。
- 1984年（昭和59年）2月1日：荷物扱い廃止[8]。
- 1987年（昭和62年）4月1日：国鉄分割民営化に伴い、JR東海が継承[8]。
- 2012年（平成24年）3月31日：この日限りでJR全線きっぷうりば（みどりの窓口）営業終了。翌日より簡易委託駅として出札業務のみ営業[5]。
- 2025年（令和7年）3月15日：豊橋駅方面において ICカード「TOICA」が利用可能となる[1][12]。

## 駅構造

### 配線
島式ホーム1面2線を有する地上駅である。ホーム番線は北側が1番線、南側が2番線である。
| 番線 | 路線      | 方向 | 行先               | 備考                     |
| ---- | --------- | ---- | ------------------ | ------------------------ |
| 1    | CD 飯田線 | 下り | 中部天竜・飯田方面 |                          |
| 1    | CD 飯田線 | 上り | 豊橋方面           | 当駅始発列車の一部が使用 |
| 2    | CD 飯田線 | 上り | 豊橋方面           |                          |

ホームに接しない線路も、1・2番線双方の外側に1線ずつ存在する。駅舎側の側線は旧・田口線の旅客ホームであった。
本長篠駅については、大雨時に線路の一部が沈下するなど運行に支障をきたしていたため、2025年（令和7年）4月から2028年3月頃にかけて駅ホームの移設工事が行われる。この工事で駅を通過する線路を宇連川から離れたホーム北側に移設し、さらにその北側にホームと駅舎を新設することになった。

### 駅舎・設備
駅舎は構内北側にあり、木造建物が使用されている。駅舎と前述のホームとは構内踏切で連絡している。かつてはこの駅舎に接するホームに田口線列車が発着していた。
簡易委託駅（新城市が受託）で、乗車券類発売のみ実施し集改札は行っていない。2007年時点では駅長配置駅（管理駅）であり、豊川駅管理下の業務委託駅（夜間無人駅）で、JR全線きっぷうりばを設置していた。その後先述の経緯により2012年から簡易委託駅となっている。

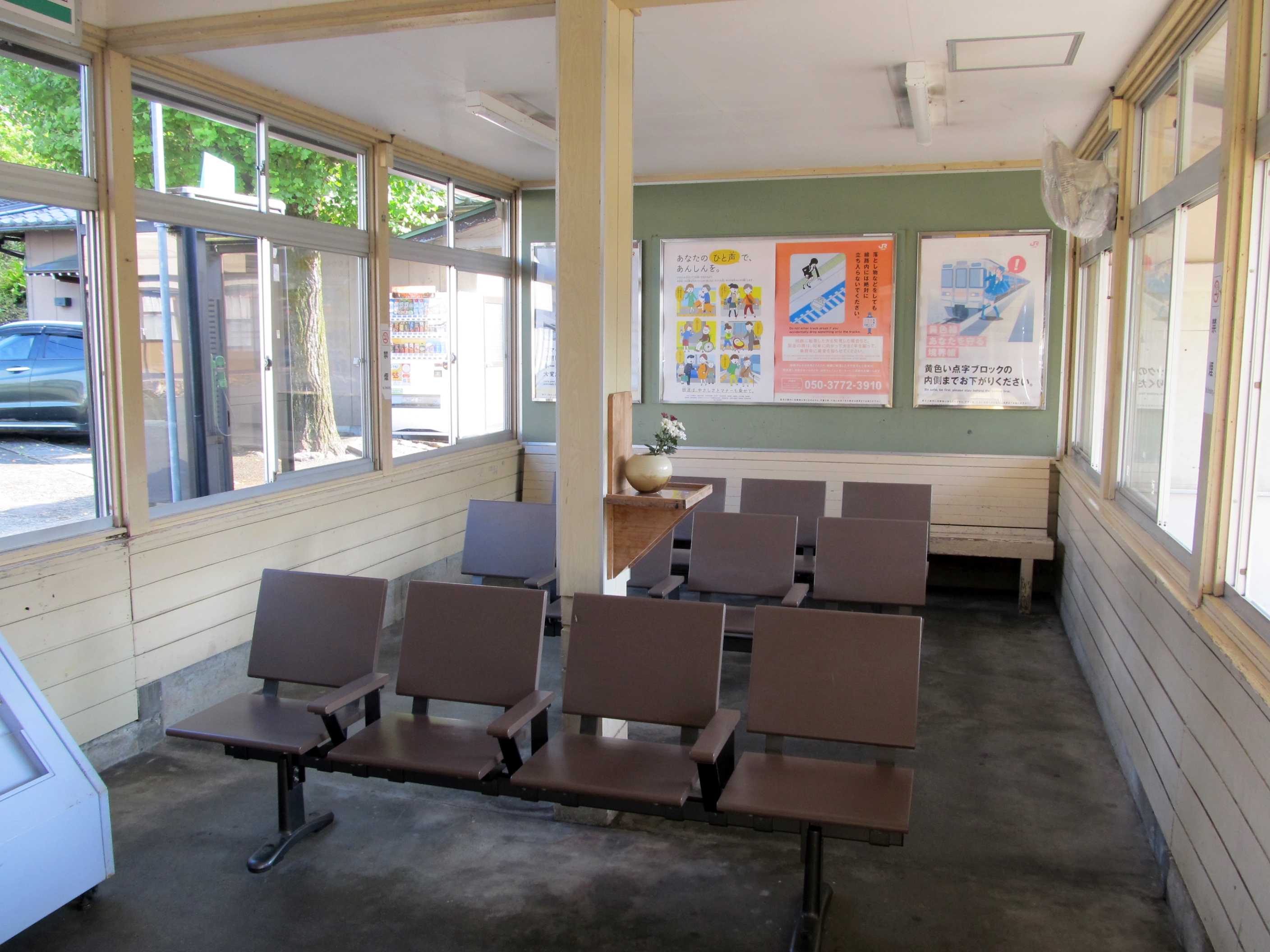
待合室（2022年10月）
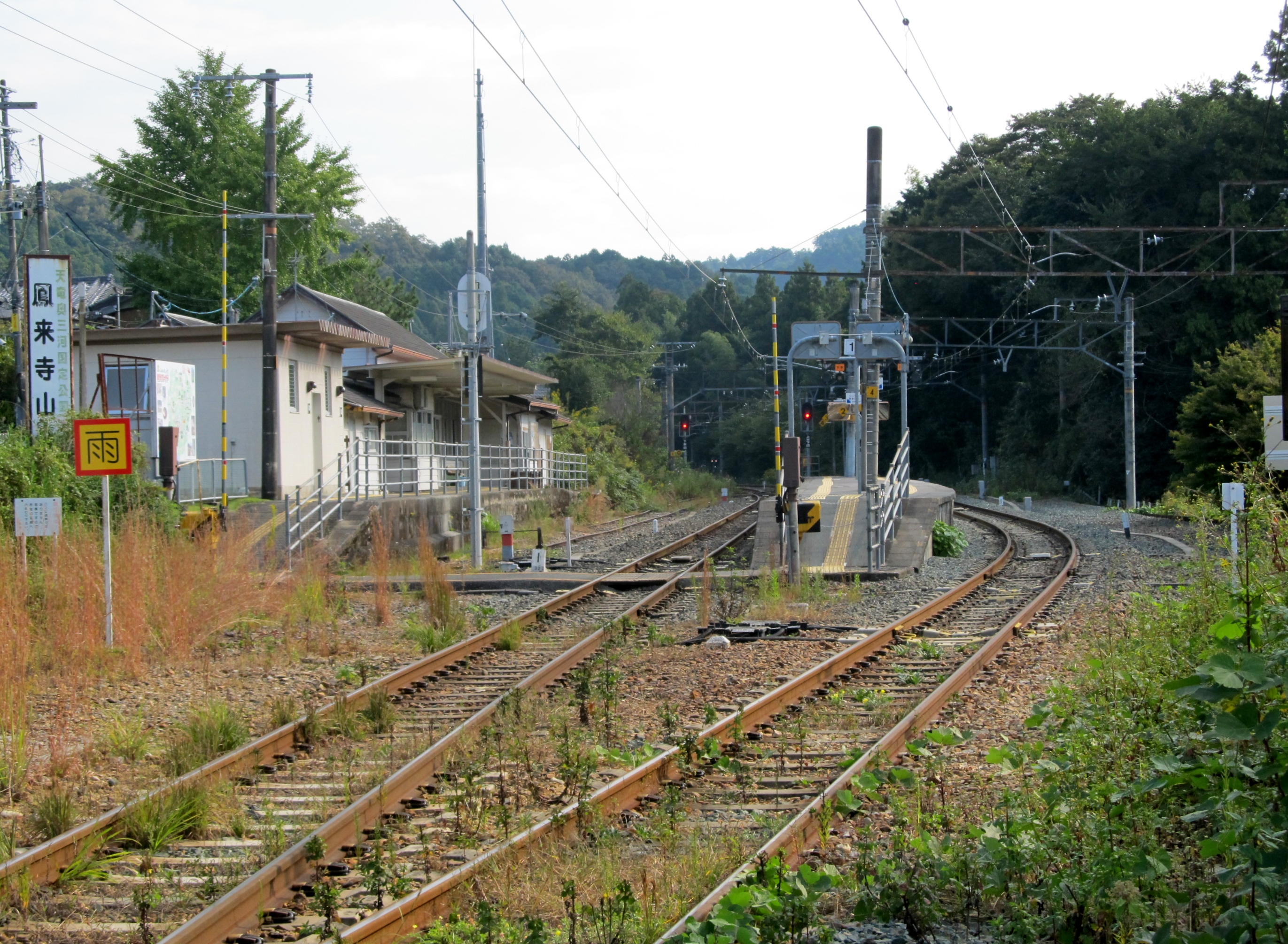
駅構内（2022年10月）
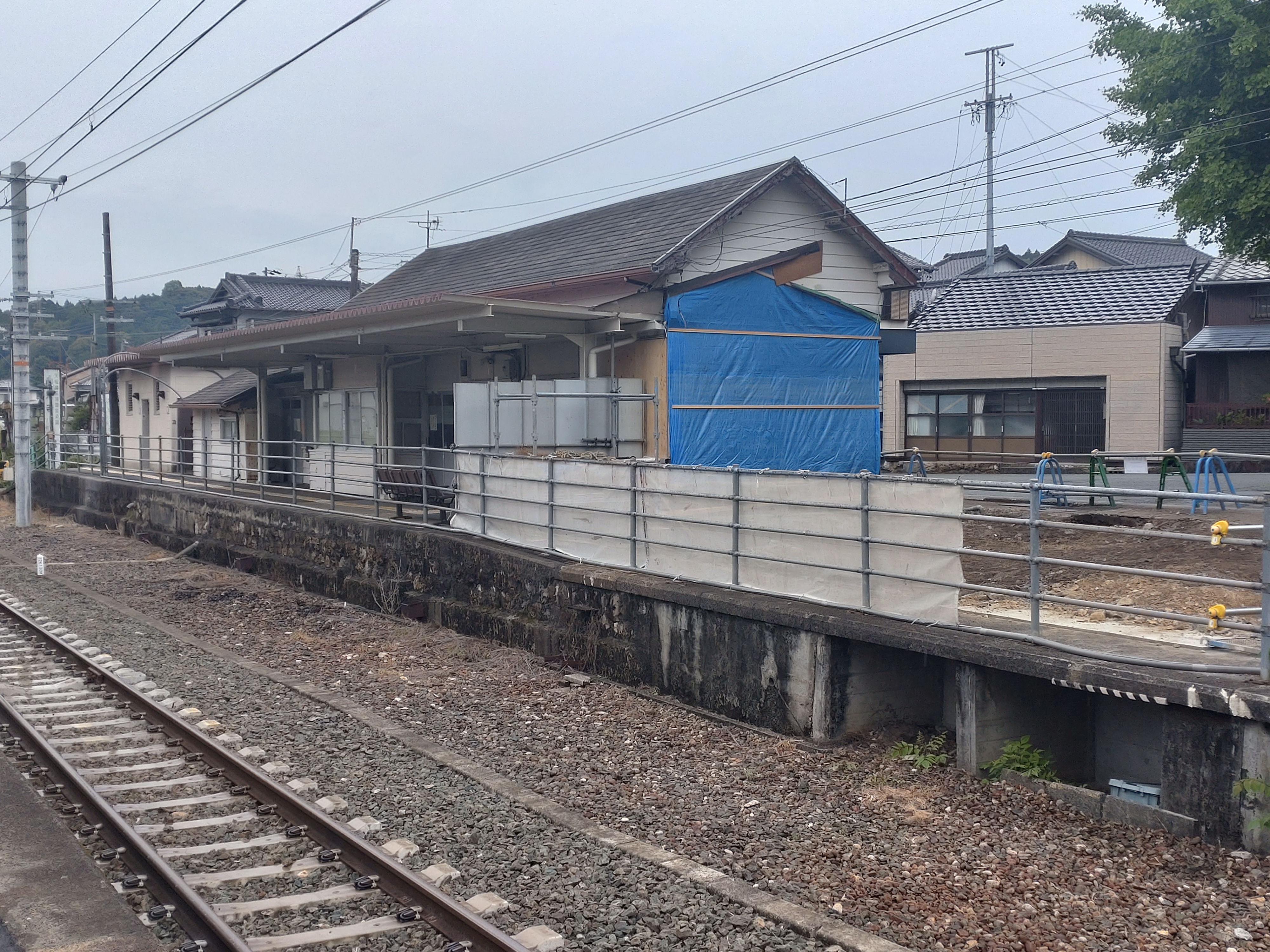
解体が開始された駅舎（2025年5月24日撮影）

## 停車列車
優等列車に関しては、豊橋 - 飯田間を結ぶ特急「伊那路」が1996年3月の運転開始時から停車している。1983年まで運行されていた急行「伊那」の停車駅の一つでもある（例えば1972年3月改正の時点では、上下各4本全てが停車していた）。
普通列車は、豊橋駅方面行上り列車が1日21本（1時間当たり概ね1本（最大3本））、中部天竜方面行きの下り列車が1日13本（ほぼ1-3時間に1本）それぞれ設定されている（2019年3月改正時点）。また、上りのみ1日1本ある快速列車も停車する。
2006年10月ダイヤ改正まで、飯田線には東海道本線名古屋方面直通快速列車（特別快速や新快速）が乗入れていたが、2006年3月改正時点ではこのうち朝ラッシュ時の特別快速1本が当駅まで乗入れていた。

## 駅周辺

### 周辺の施設
- 宇連川
- 新城市役所鳳来総合支所
- 国道151号
- 国道257号

### バス路線
駅北側にバスターミナル（本長篠駅前バス停）があり、豊鉄バスと新城市Sバスの路線バスが発着している。路線は以下の通り。
- 豊鉄バス田口新城線
- 新城市Sバス秋葉七滝線
- 新城市Sバス長篠山吉田線

## 駅施設の移転計画
2024年6月20日、新城市議会6月定例会での丸山隆弘議員の一般質問に対する答弁という形で、JRが駅舎やホームの移設を検討していることが明らかにされた。
2025年3月25日、豪雨災害対策工事を行うことがJR東海から発表された。工事期間は2025年4月から2028年3月ごろまでで、過去の大雨で設備に被害が発生した既設ホーム・上り本線を撤去し、新たに駅舎側にホームを移設し、1面1線とする。これに伴い、駅舎を改築する。

## 隣の駅
東海旅客鉄道（JR東海）
CD 飯田線
- 特急「伊那路」停車駅

■快速（上りのみ運転）
大海駅 - 本長篠駅 - 三河大野駅
■普通
長篠城駅 - 本長篠駅 - 三河大野駅

### かつて存在した路線
豊橋鉄道
田口線
本長篠駅 - 三河大草駅